# Майкъл Блумфийлд
Майкъл Джон „Блумър“ Блумфийлд (на английски: Michael John „Bloomer“ Bloomfield) е американски астронавт, участник в три космически полета.

## Образование
Майкъл Блумфийлд завършва колежа Lake Fenton High School в Мичиган през 1977 г. През 1981 г. завършва Академията на USAF, Колорадо Спрингс, Колорадо с бакалавърска степен по инженерна механика. През 1983 г. се дипломира като магистър по инженерен мениджмънт в университета Old Dominion.

## Военна кариера
Започва военната си кариера като пилот на F-15 Игъл. Достига чин капитан и завършва школа за инструктори. През 1992 г. завършва школа за тест пилоти. След това е привлечен по доработките на последните блокове на F-16 в експерименталната авиобаза Едуардс, Калифорния.

## Служба в НАСА
На 12 декември 1994 г., Майкъл Блумфийлд е избран за астронавт от НАСА, Астронавтска група №15. След приключване на курса за подготовка е включен в полетните графици на НАСА. Взема участие в три космически полета и има 753 часа в космоса.

### Космически полети
Майкъл Блумфийлд е взел участие в три космически полета:
| Космически полети на Майкъл Джон Блумфийлд                       | Космически полети на Майкъл Джон Блумфийлд | Космически полети на Майкъл Джон Блумфийлд | Космически полети на Майкъл Джон Блумфийлд | Космически полети на Майкъл Джон Блумфийлд | Космически полети на Майкъл Джон Блумфийлд | Космически полети на Майкъл Джон Блумфийлд |
| №                                                                | Дата                                       | КК                                         | Емблема на мисията                         | Функции                                    | Продължителност                            |                                            |
| ---------------------------------------------------------------- | ------------------------------------------ | ------------------------------------------ | ------------------------------------------ | ------------------------------------------ | ------------------------------------------ | ------------------------------------------ |
| 1                                                                | 25 септември 1997                          | „Атлантис“, мисия STS-86                   |                                            | Пилот                                      | 10 денонощия 19 часа 22 мин. 12 сек.       |                                            |
| 2                                                                | 30 ноември 2000                            | „Индевър“, мисия STS-97                    |                                            | Пилот                                      | 10 денонощия 19 часа 58 мин. 20 сек.       |                                            |
| 3                                                                | 8 април 2002                               | „Атлантис“, мисия STS-110                  |                                            | Командир                                   | 10 денонощия 19 часа 43 мин. 38 сек.       |                                            |
| Сумарно време в космоса – 32 денонощия 11 часа 02 минути 10 сек. |                                            |                                            |                                            |                                            |                                            |                                            |

## Награди
- Медал на НАСА за участие в космически полет (3).